# 京都府警察部
京都府警察部（きょうとふけいさつぶ）は、戦前の内務省監督下の京都府が設置した府県警察部であり、京都府内を管轄区域とする。

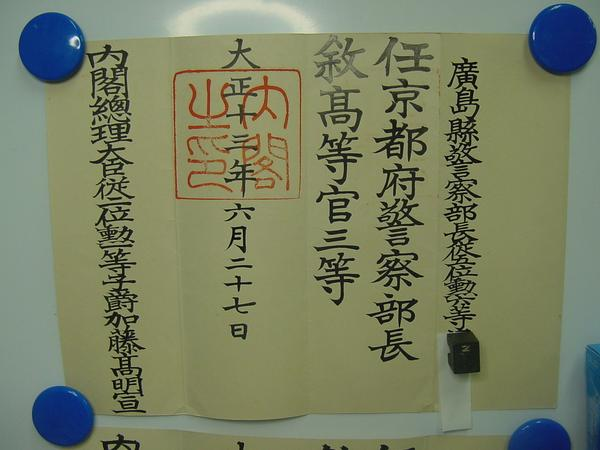
京都府警察部長辞令書（高等官三等）

1948年（昭和23年）3月6日に廃止となり、京都府警察部は国家地方警察京都府本部と京都市警察などの自治体警察に再編されることになった。

## 沿革
- 1868年（慶応4年）7月　京都府に、府兵「平安隊」を置く。
- 1869年（明治2年）7月　警固方を置く。
- 1872年（明治5年）10月　邏卒に改称。
- 1874年（明治7年）11月　邏卒を巡査に改称。
- 1875年（明治8年）11月　京都府庁に第四課に改称。
- 1880年（明治13年）4月　京都府警察本署に改称。
- 1886年（明治19年）7月　京都府警察本部に改称。
- 1890年（明治23年）10月　京都府警察部に改称。
- 1905年（明治38年）4月　京都府第四部に改称。
- 1907年（明治40年）7月　京都府警察部に改称。
- 1923年（大正12年）4月　特別高等課（特別高等警察）を設置。
- 1944年（昭和19年）4月　警備隊を設置。
- 1945年（昭和20年）10月　特別高等警察が廃止。
- 1946年（昭和21年）2月　警備隊を廃止。

## 組織
1935年（昭和10年）時点
- 警察部長書記室
- 特別高等課
- 警務課
- 保安課
- 刑事課
- 健康保険課
- 建築工場課
- 警察練習所

## 警察署
1927年（昭和2年）時点
- 川端警察署
- 中立売警察署
- 西陣警察署
- 松原警察署
- 堀川警察署
- 五条警察署
- 七条警察署
- 上鴨警察署
- 太秦警察署
- 向日町警察署
- 伏見警察署
- 宇治警察署
- 井手警察署
- 木津警察署
- 亀岡警察署
- 周山警察署
- 園部警察署
- 福知山警察署
- 綾部警察署
- 舞鶴警察署
- 新舞鶴警察署
- 宮津警察署
- 峰山警察署
- 網野警察署
- 中津警察署
- 久美浜警察署

## 歴代部長
| 代 | 官職名                 | 氏名       | 就任日         | 退任日         | 前職                                | 後職                            | 備考                      |
| -- | ---------------------- | ---------- | -------------- | -------------- | ----------------------------------- | ------------------------------- | ------------------------- |
| 1  | 警部長 警察本署長      | 陶不窳次郎 | 1882年6月13日  | 1885年12月15日 | 京都府警部                          | 山形県警部長                    |                           |
| 2  | 警部長 警察本署長      | 財部羌     | 1885年12月15日 | 1886年7月20日  | 山形県警部長                        | -                               |                           |
| 2  | 警部長 警察本部長      | 財部羌     | 1886年7月20日  | 1890年10月11日 | -                                   | 広島県警部長                    |                           |
| 3  | 警部長 警察部長        | 山下秀実   | 1890年10月11日 | 1891年7月4日   | 熊本県書記官                        | 大阪府警部長                    |                           |
| 4  | 警部長 警察部長        | 三橋勝到   | 1891年7月4日   | 1894年9月19日  |                                     | 静岡県書記官                    |                           |
| 5  | 警部長 警察部長        | 田中貴道   | 1894年9月19日  | 1896年12月2日  | 福島県警部長                        | 滋賀県書記官                    |                           |
| 6  | 警部長 警察部長        | 川上親晴   | 1896年12月2日  | 1899年4月8日   | 奈良県警部長                        | 三重県書記官                    |                           |
| 7  | 警部長 警察部長        | 井上穆     | 1899年4月8日   | 1902年3月26日  | 群馬県警部長                        | 佐賀県書記官                    |                           |
| 8  | 警部長 警察部長        | 高木忠雄   | 1902年3月26日  | 1905年4月19日  | 島根県警部長                        | -                               |                           |
| 8  | 事務官 第四部長 警務長 | 高木忠雄   | 1905年4月19日  | 1906年7月28日  | -                                   | 岐阜県事務官 第一部長兼第三部長 |                           |
| 9  | 事務官 第四部長 警務長 | 六角耕雲   | 1906年7月28日  | 1907年7月13日  | 滋賀県事務官・第四部長              | -                               |                           |
| 9  | 事務官 警察部長 警務長 | 六角耕雲   | 1907年7月13日  | 1908年6月12日  | -                                   | 依願免本官                      |                           |
| 10 | 事務官 警察部長 警務長 | 藤崎虎二   | 1908年6月12日  | 1913年6月13日  | 静岡県事務官・警察部長              | -                               |                           |
| 10 | 警察部長               | 藤崎虎二   | 1913年6月13日  | 1913年11月5日  | -                                   | 休職                            |                           |
| 11 | 警察部長               | 永田秀次郎 | 1913年11月5日  | 1916年4月28日  | 福岡県内務部長                      | 三重県知事                      |                           |
| 12 | 警察部長               | 三矢宮松   | 1916年4月28日  | 1917年3月5日   | 宮城県警部長                        | 福井県内務部長                  |                           |
| 13 | 警察部長               | 丸茂藤平   | 1917年3月5日   | 1918年5月25日  | 愛知県警察部長                      | 千葉県内務部長                  |                           |
| 14 | 警察部長               | 藤沼庄平   | 1918年5月25日  | 1921年6月3日   | 鹿児島県警察部長                    | 大阪府警察部長                  |                           |
| 15 | 警察部長               | 宮脇梅吉   | 1921年6月3日   | 1922年10月16日 | 広島県警察部長                      | 宮城県内務部長                  |                           |
| 16 | 警察部長               | 中野邦一   | 1922年10月16日 | 1923年10月27日 | 宮城県警察部長                      | 愛媛県内務部長                  |                           |
| 17 | 警察部長               | 川淵洽馬   | 1923年10月27日 | 1924年6月27日  | 警察講習所教授 兼内務省参事官       | 警視庁警務部長                  |                           |
| 18 | 警察部長               | 伊藤昌庸   | 1924年6月27日  | 1924年12月20日 | 広島県警察部長                      | -                               |                           |
| 18 | 書記官 警察部長        | 伊藤昌庸   | 1924年12月20日 | 1926年9月28日  | -                                   | 大分県書記官・内務部長          |                           |
| 19 | 書記官 警察部長        | 村松武美   | 1926年9月28日  | 1927年5月17日  | 宮城県書記官・警察部長              | 愛知県書記官・警察部長          |                           |
| 20 | 書記官 警察部長        | 天谷虎之助 | 1927年5月17日  | 1928年1月10日  | 愛知県書記官・警察部長              | 秋田県書記官・内務部長          |                           |
| 21 | 書記官 警察部長        | 池田清     | 1928年1月10日  | 1929年2月6日   | 内務書記官 兼造神宮主事             | 大阪府書記官・警察部長          |                           |
| 22 | 書記官 警察部長        | 田口易之   | 1929年2月6日   | 1929年7月8日   | 新潟県書記官・警察部長              | 佐賀県書記官・内務部長          |                           |
| 23 | 書記官 警察部長        | 井上英     | 1929年7月8日   | 1930年7月1日   | 新潟県書記官・警察部長              | 佐賀県知事                      |                           |
| 24 | 書記官 警察部長        | 泊武治     | 1930年7月1日   | 1931年6月27日  | 和歌山県書記官・内務部長            | 京都府書記官・内務部長          |                           |
| 25 | 書記官 警察部長        | 林田正治   | 1931年6月27日  | 1931年12月24日 | 神奈川県書記官・警察部長            | 休職                            |                           |
| 26 | 書記官 警察部長        | 二見直三   | 1931年12月24日 | 1932年8月22日  | 奈良県書記官・警察部長              | 宮城県書記官・警察部長          |                           |
| 27 | 書記官 警察部長        | 安岡正光   | 1932年8月22日  | 1935年1月19日  | 千葉県書記官・警察部長              | 広島県書記官・総務部長          |                           |
| 28 | 書記官 警察部長        | 薄田美朝   | 1935年1月19日  | 1937年2月12日  | 広島県書記官・警察部長              | 警視庁書記官・警務部長          |                           |
| 29 | 書記官 警察部長        | 山内継喜   | 1937年2月12日  | 1939年4月21日  | 宮城県書記官・警察部長              | 愛知県書記官・総務部長          |                           |
| 30 | 書記官 警察部長        | 小菅芳次   | 1939年4月21日  | 1940年12月16日 | 長崎県書記官・警察部長              | 東京府書記官・内政部長          |                           |
| 31 | 書記官 警察部長        | 沼越正己   | 1940年12月16日 | 1942年11月1日  | 長野県書記官・警察部長              | -                               |                           |
| 31 | 部長 警察部長          | 沼越正己   | 1942年11月1日  | 1943年4月23日  | -                                   | 大阪府部長・警察部長            |                           |
| 32 | 部長 警察部長          | 宮田笑内   | 1943年4月27日  | 1944年8月2日   | 内務省書記官・外事課長 兼外務書記官 | 警視庁部長・警務部長            |                           |
| 33 | 部長 警察部長          | 杭迫軍二   | 1944年8月2日   | 1945年6月10日  | 警視庁刑事部長                      | 東北総監府参事官                |                           |
| 34 | 部長 警察部長          | 青木貞雄   | 1945年6月10日  | 1945年10月13日 | 愛知県経済第一部長                  | 休職                            |                           |
| 35 | 部長 警察部長          | 川井章知   | 1945年10月13日 | 1945年10月27日 | -                                   | 中国地方総監府参事官            | 兼任・本務:京都府内政部長 |
| 36 | 部長 警察部長          | 高橋貢     | 1945年10月27日 | 1946年4月1日   | 東京都参事官                        | -                               |                           |
| 36 | 地方事務官 警察部長    | 高橋貢     | 1946年4月1日   | 1946年6月8日   | -                                   | 依願免本官                      |                           |
| 37 | 地方事務官 警察部長    | 高橋良麿   | 1946年6月8日   | 1947年2月28日  | 警視庁刑事部長                      | 和歌山県知事                    |                           |
| 38 | 地方事務官 警察部長    | 井上清一   | 1947年2月28日  | 1947年6月27日  | 四国地方行政事務局長                | 京都府副知事                    |                           |
| 39 | 地方事務官 警察部長    | 溝渕増巳   | 1947年6月27日  | 1948年3月6日   | 内務省警保局防犯課長                | 国家地方警察本部次長            |                           |

## 主な事件
- 京都学連事件
- 大本事件
- 北丹後地震
- 七条警察署襲撃事件
- 七条警察署巡査殺害事件